# Götter der Pest
Götter der Pest ist der dritte Spielfilm des deutschen Filmregisseurs Rainer Werner Fassbinder. Der Schwarzweiß-Film wurde von der Antiteater-X-Film für ca. 180.000 DM in 5 Wochen im Oktober und November 1969 produziert. Die Uraufführung fand in Wien auf der Viennale am 4. April 1970 statt. Die Erstaufführung in der BRD war am 24. Juli 1970. Der Film erzählt von der gescheiterten Rückkehr des Strafentlassenen Franz in den Alltag, von seinen Beziehungen und seinem Verhältnis zum Geld.

## Inhalt
Franz Walsch wird aus dem Gefängnis entlassen und kehrt zu seiner Freundin Joanna zurück, die in einem Nachtclub singt und einen eigenen Wagen hat. Auf dem Weg ins Restaurant steckt sie ihm Geld fürs Bezahlen zu, wählt souverän den Tisch und bestimmt Franz, wo er sich hinsetzen soll. Sie kritisiert ihn für seine schlichte Bestellung und will wissen, mit wem er telefoniert. Franz verabredet sich mit seinem Bruder Marian und dessen Freundin Magdalena zum Roulettespiel. Mitten im Spiel lässt er Joanna dort sitzen und steigt in einem Hotel ab; die Bezahlung bleibt er schuldig.
Mit seinem Bruder besucht Franz die Mutter, mit der kein Gespräch aufkommen will. Ihr Geldangebot schlägt Franz aus. Als er am Bahnhof einen Koffer klauen will und erwischt wird, beobachtet Magdalena das zufällig und klärt die Situation mit Geld. Sie nimmt Franz mit zu sich nach Hause, wo er sich von ihr wie ein Kind ausziehen lässt und erfährt, dass sein Bruder seit drei Tagen verschwunden ist. Er bleibt ein paar Tage bei ihr.
Ein Polizeiinspektor bedrängt Joanna, etwas über den Aufenthaltsort von Franz’ Kumpel, der unter dem Namen „Gorilla“ bekannt ist, auszusagen. Franz erfährt von einer gewissen Carla, die als ambulante Händlerin Pornohefte und Informationen verkauft, wo der „Gorilla“ jetzt wohnt. Er nenne sich jetzt „Schöndorf oder Schlöndorff oder so“. Als Franz dort erscheint, liegt sein ermordeter Bruder in der leeren Wohnung. Er zieht zu Margarethe und hält sie davon ab, weiter zur Arbeit zu gehen. Obwohl sie weiß, dass sie ihre Arbeit beim Zoll verlieren wird und ihrer Mutter dann nicht mehr monatlich Geld schicken kann, lässt sie sich darauf ein. Eine Weile können sie von Margarethes Kredit leben, den sie auf ihre feste Stellung aufgenommen hat.
Zufällig trifft Franz auf der Straße seinen alten Freund Günther, den „Gorilla“. Franz legt für einen kurzen Moment seine Gleichgültigkeit ab und zeigt Freude. Die wird auch nicht getrübt, als Günther ihm gesteht, dass er seinen Bruder erschossen habe, weil der „gesungen“ habe und es „ein Befehl“ gewesen sei. Franz fragt Günther, ob er in seiner Knastzeit mit Joanna zusammen gewesen sei. Als Günther bejaht, sagt Franz: „Ich liebe dich!“ Gemeinsam mit Franz’ Freundin Margarethe machen sie gut gelaunt einen Ausflug aufs Land, wo sie mit ihrem alten Freund Joe raufen und Kaffee trinken.
Günther zieht bei Margarethe und Franz mit ein. Als das Geld ausgeht, macht Margarethe Arbeitsvorschläge, aber die beiden lehnen ab und träumen lieber vom Griechenlandurlaub. Als Franz ihr berichtet, dass sie einen Supermarkt-Überfall planen, schlägt sie ihm vor, auf den Strich zu gehen, was Franz mit Ohrfeigen kommentiert. Der Überfallplan wird von Joanna und Margarethe an den Polizeiinspektor verraten. Franz’ alter Bekannter Martin ist Leiter des Supermarktes und lässt Franz und Günther nach Ladenschluss ein. Als sie ihn angreifen, ist der Inspektor zur Stelle und erschießt Franz und Martin; Günther kann verletzt entkommen. Er schleppt sich zur Informantin Carla Aulaulu und erschießt sie mit letzter Kraft, nachdem er aus ihr herausgeprügelt hat, dass sie Joanna den Plan verraten hat. Als er stirbt, stößt Günther die Worte hervor: „Life is very precious - even right now“ - Zuletzt sieht man Franz’ Mutter, Margarethe und Johanna auf Franz’ Beerdigung. Weinend sagt Joanna: „Ich hab ihn so geliebt!“

## Hintergrund
Den Namen der Hauptfigur Franz Walsch verwendete Fassbinder auch als sein Pseudonym, wie beispielsweise als Filmeditor in Götter der Pest und Katzelmacher sowie als Regisseur und Drehbuchautor seiner vorangehenden Kurzfilme Der Stadtstreicher und Das kleine Chaos.
In Götter der Pest bucht sich die Hauptperson Franz Walsch unter dem Pseudonym Franz Biberkopf in ein Hotel ein, in Anspielung an den Strafentlassenen Franz Biberkopf aus dem Roman Berlin Alexanderplatz von Alfred Döblin, den Fassbinder zehn Jahre später, im Jahr 1980, verfilmte (siehe Berlin Alexanderplatz (Fernsehverfilmung)).
In Götter der Pest hat Fassbinders Mutter Lilo Pempeit – nach einem ersten Auftritt im Kurzfilm Das kleine Chaos – ihre erste längere von insgesamt 20 Filmrollen in Fassbinder-Filmen: Sie spielt die Mutter von Marian und Franz Walsch.

## Kritiken
„Götter der Pest ist in mancher Hinsicht eine Fortsetzung von Liebe ist kälter als der Tod. Harry Baer spielt diesmal den Franz, die Rolle Fassbinders (Fassbinder selbst erscheint nur kurz in einer Episodenrolle). Einmal wird beiläufig erwähnt, daß Bruno tot ist. Und Günther, der Marian erschossen hat, handelte auf Befehl (des Syndikats?). Joanna, die Franz schon einmal verraten hat aus Liebe, verrät ihn nun aus enttäuschter Liebe. Und Joannas Verrat aus dem ersten Film wird nun mit gleicher Motivation von Margarethe wiederholt. Und wie im Erstlingsfilm gibt es für Franz hier nur einen Moment absoluten Glücks: Wenn er zum ersten Mal Günther wieder trifft, wenn sie sich umarmen und er ausruft: „Wahnsinn“. Das entspricht der, dort allerdings viel kühler dargestellten, Wiederbegegnung zwischen Franz und Bruno. Beide Verhältnisse sind belastet: Bruno kommt als Spitzel, Günther hat Franz’ Bruder umgebracht. Trotzdem scheint das Franz’ Liebe keinen Abbruch zu tun.
Für mich ist unter den frühen Filmen Fassbinders Götter der Pest der persönlichste, auch der pessimistischste, der schwärzeste. In diesen Dekors (den ersten, die Fassbinder hat bauen lassen), die fast im Dunkel ertrinken, in diesem sonnenlosen München, müssen diese kleinen Gangster und armen Mädchen scheitern. Ob Margarethe Franz liebt oder Joanna Franz nicht mehr liebt: das Ergebnis ist immer das gleiche. Die Personen sind so sehr auf sich allein gestellt, so wenig fähig, sich einander zu öffnen, so sehr auch isoliert von Geschichte und Gesellschaft, daß nur Einsamkeit oder Tod am Ende stehen können.
Stärker noch als in Liebe ist kälter als der Tod hat Fassbinder hier die Anregungen aus dem amerikanischen und französischen Gangsterfilm in seine persönliche Vision integriert. Zitate verselbständigen sich nicht mehr (wie die Alain Delon-Imitation Lommels), sie gehen bruchlos ein in die phantastische, in sich abgeschlossene Welt von Götter der Pest. Der amerikanische Soldat ein Jahr später wird die Motive und Zitate wieder auffächern, gleichsam zu einem Fassbinder-Gag-Festival.“

„Götter der Pest [...] handelt von Menschen, die nicht miteinander reden wollen oder können und deshalb unfähig sind, Beziehungen länger aufrechtzuerhalten. Wieder einmal veranschaulicht Rainer Werner Fassbinder seine These, dass es eine von Zwängen freie Liebe nicht gebe. Die Männer wirken emotionslos; Gefühle bleiben den Frauen vorbehalten, die wegen ihrer Empfindungen in das Geschehen eingreifen. Götter der Pest ist eine artifizielle, minimalistische, das Genre des amerikanischen Gangsterfilms parodierende Tragödie, in der Rainer Werner Fassbinder auf jeden Schnörkel, jede Verzierung und jedes überflüssige Wort verzichtet hat.“

„Wortkarge Aussichtslosigkeit“

„Das Gangster-Spiel“

„Black Movie of Munich“

„Biberkopf, gibt's den?“